# Skanska
Skanska AB är en svensk multinationell byggkoncern. Skanska bildades i Malmö 1887 under namnet AB Skånska Cementgjuteriet (SCG) som ett dotterbolag till Limhamnsbaserade cementproducenten Skånska Cement AB och tillverkade cementprodukter. Nuvarande namn etablerades 1984 som en följd av den alltmer internationella verksamheten. Magnus Persson är VD för Skanska Sverige och Anders Danielsson för hela koncernen.

## Historia

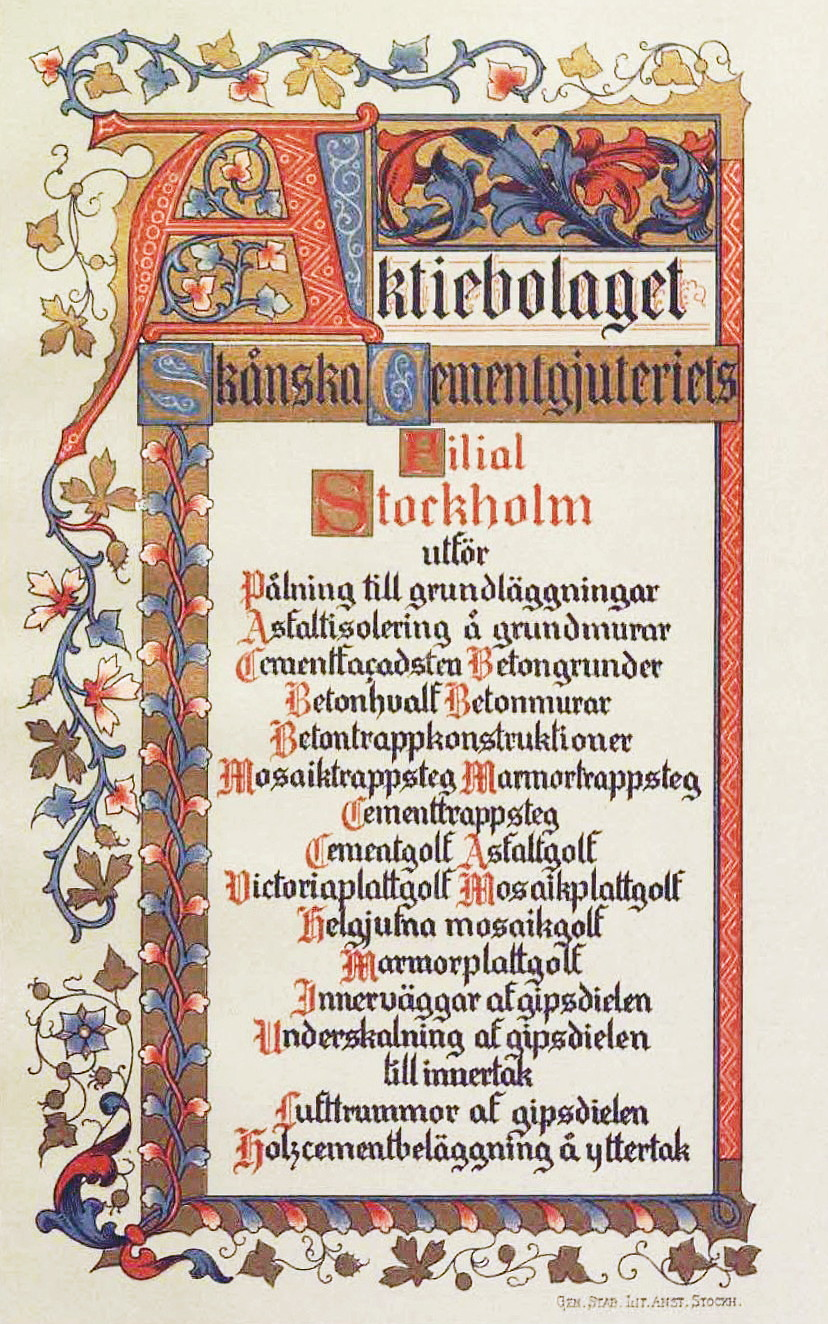
Reklamblad från 1890-talet.

Skanska bildades år 1887 under namnet Skånska Cementgjuteriet av Rudolf Fredrik Berg som en avknoppning ur Skånska Cement AB i samband med att en ny cementfabrik anlades i Limhamn. Skånska Cement hade startat sin verksamhet i Lomma som Sveriges första cementfabrik. Verksamheternas placering följde efter att sammanställningar gjorts av Otto Fahnehjelm över kalktyper i Sverige. Tanken med Skånska Cementgjuteriet var att få upp intresset och användningen av cement. 1893 grundades även Svenska Cementförsäljningsaktiebolaget (senare Cementa) som försäljningsorganisation. Skånska Cementgjuteriet tillverkade initialt olika cementprodukter men övergick till att bli ett bygg- och anläggningsföretag. 1887 byggde bolaget den första cementbron i Sverige, Jordbergabron. Cementen kom att dominera bolaget under de första decennierna. Bland byggde Skanska betonggrunderna till Kungliga Operan, Centralposthuset och Rosenbad i Stockholm. Skanska fick också många uppdrag att bygga silor i betong och det blev en viktig verksamhet.

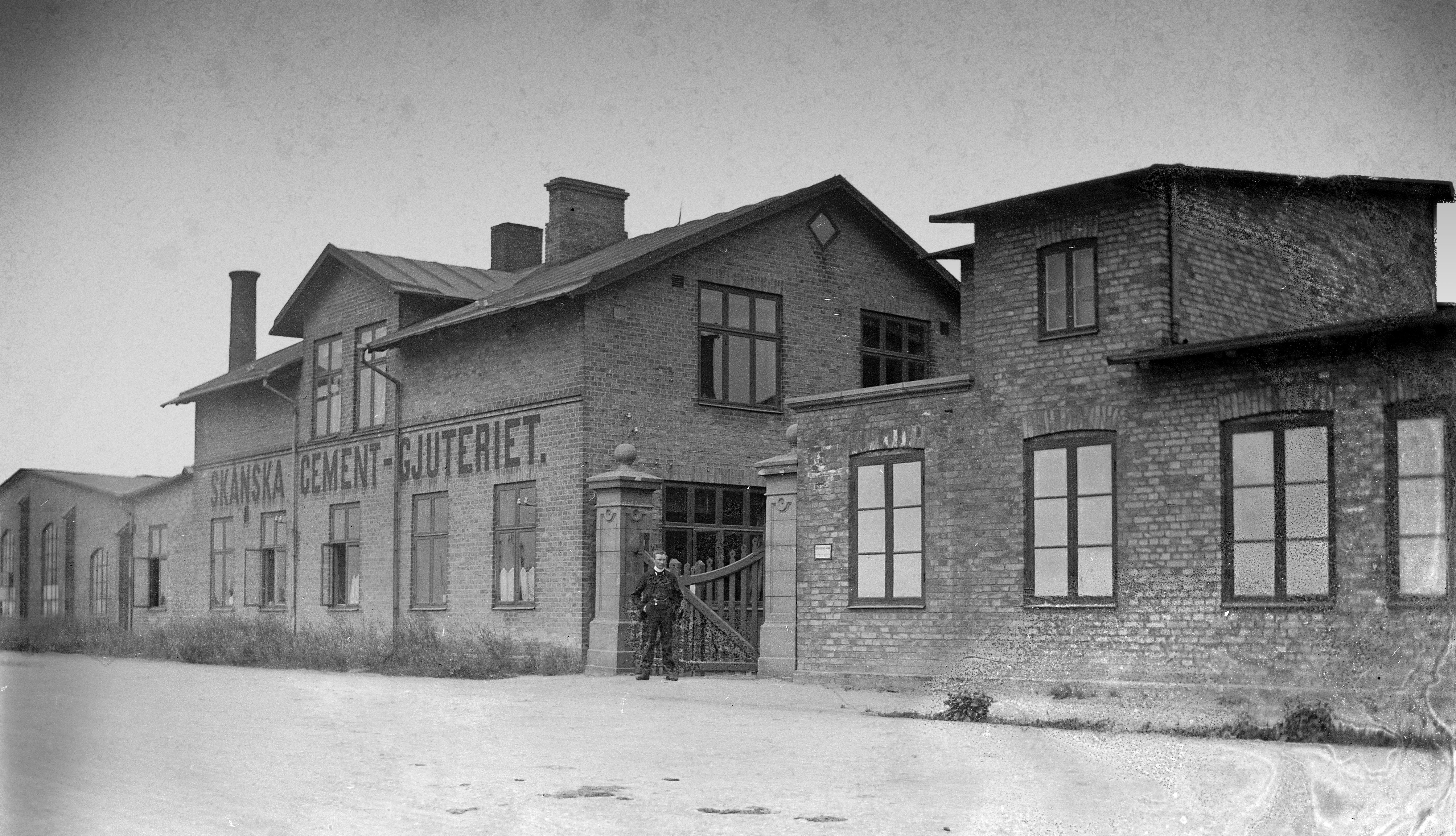
Skånska Cementgjuteriets lokaler i Malmö 1903.

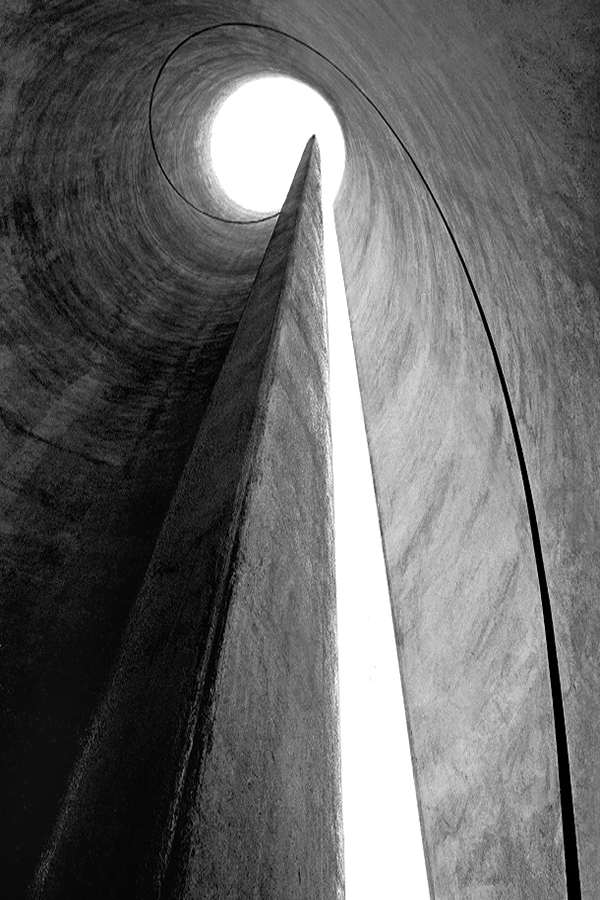
Bernard Kirschenbaums Spiral. Malmö 1987.

1892 följde det första uppdraget att bygga vatten- och kloaksystem i Östersund. 1900 startade tillverkningen av betongrör i Limhamn och 1901 kom uppdraget att ersätta trästockar med betongrör för att transportera vatten i Sankt Petersburg och en fabrik byggdes för att kunna leverera till andra städer i Ryssland. Skånska cementgjuteriet var först i Sverige med att använda armerad betong (1902). Huvudkontoret låg i Malmö, men flyttades till Stockholm år 1914. 1917 grundades ett dotterbolag i Finland som kom att ansvarar för en rad vattenkraftverk. 1897 fick bolaget sitt första utlandsuppdrag i Storbritannien. Skånska cementgjuteriet drog telefonkablar i cementblock i Leeds, Liverpool och Bradford. Skanska blev specialister inom att konstruera vattenkraftverk och har byggt ett stort antal kraftverk runt om i världen. Bland de tidiga projekten hörde Bullerforsens kraftverk 1907–1910 och Harsprånget, Krångede och Granfors var andra stora projekt. Fram till 1987 hade Skanska byggt över 200 kraftverk runt om i världen. Det första kompletta vattenkraftverket utanför Sverige som byggdes var Kidatukraftverket i Tanzania. Kraftverksbyggandet fick en fortsättning i kärnkraftverk där Skanska byggde Barsebäck och Oskarshamn.
Skånska Cementgjuteriet kontrollerades länge av familjen Wehtje som även ägde Iföverken och Skånska Cement. I dag kontrolleras bolaget av Handelsbanken via Industrivärden. Under 1930-talet fick bolaget det omfattande projektet att bygga Ericssons nya fabriker i Midsommarkransen samt Bromma flygplats. 1939 rasade Sandöbron under konstruktionsarbetet och 18 arbetare förolyckades. Under andra världskriget hade Skanska många statliga byggprojekt för försvaret. Skanska byggde under 1950-talet den första motorvägen i Sverige, den så kallade Autostradan mellan Malmö och Lund som öppnade för trafik 1953. 1956 fick Skanska i uppdrag att bygga tre spannmålsilor i Irak vilket blev startskottet för företagets omfattande internationalisering.
Skanska var en av de ledande byggbolagen under Miljonprogrammet och producerade årligen 10 000 lägenheter 1965–1974. Skanska utvecklade Allbetong-metoden på 1950-talet med prefabricerade element som effektiviserade byggprocessen och samtidigt löste bristen på arbetskraft som hindrade utbyggnad. De första allbetonghusen byggdes i Malmö 1954–1955. Skanska startade en betongelementfabrik i Kalmar under 1950-talet.
Under 1960-talet genomförde Skanska flera viktiga infrastrukturprojekt: Arlanda flygplats (öppnad 1963), Tingstadstunneln och Ölandsbron (1967–1972). Skanska byggde senare även Tjörnbron (1981) och Öresundsbron (2000). Stora projekt ägde rum i Afrika, bland annat fyra flygfält i Etiopien och en betongbro i Sudan. Skanska byggde även vattenkraftverk i Zambia, Kenya och Indonesien vilket gjorde att bolagets kompetens kom till nytta – i Sverige byggdes då inga nya vattenkraftverk efter de stora utbyggnadsåren. Det mest spektakulära uppdraget var när Skånska cementgjuteriet ingick i det internationella konsortium som fick uppdraget att flytta det 3000 år gamla klipptemplet vid Abu Simbel i södra Egypten när Assuandammen skulle byggas. Projektet hade planlagts av Vattenbyggnadsbyrån (VBB). 1965 börsnoterades Skanska. 1967 köptes Ohlsson & Skarne och 1972 blev Svenska Entreprenadaktiebolaget (Sentab) dotterbolag.
Fram till 1970-talet stod de utländska verksamheterna för fem procent av omsättningen. Detta skulle ändra sig under 1970-talet då Skanska ökade fokuset på utlandsprojekt. 1977 hade andelen ökat till 18 procent av omsättningen. Under 1970-talet blev Mellanöstern en ny viktig marknad. Bland projekten hörde utbyggnaden av hamnen i Jidda i Saudiarabien, sjukhus i Oman och ett sjukhus i Libyen. I Bagdad byggdes ett stort hotellkomplex, Al Rasheed, 1972–1982. Hotellet var på 17 våningar med 500 rum.
Skånska Cementgjuteriet bytte namn till Skanska 1984. Ett skäl var att många olika namn hade kommit i bruk: Cementgjuteriet, Skånska, SCG och Skånska Cement. Frågan om ett namnbyte hade varit uppe flera gånger tidigare men i början av 1980-talet togs den upp på allvar. Skanska hade varit namnet på den internationella verksamheten under 10 års tid och bolagsstämman tog beslutet att byta namn. I en omfattande kampanj lanserades namnet. 1987 firade bolaget 100 år. Under 1990-talet följde en snabba expansion med flera företagsköp och försäljningen fördubblades under några år. 

I samband med Skanskas 100-årsjubileum 1987 reste de med en speciell gjutteknik Bernard Kirschenbaums 25 meter höga konstverk Spiral. Verket var placerat utanför deras huvudkontor i Malmö, men revs 2005 inför bygget av Citytunneln.

## Verksamhet
Skanska delar in sin verksamhet i fyra verksamhetsgrenar:
- Byggverksamhet
- Bostadsutveckling
- Kommersiell fastighetsutveckling
- Infrastrukturutveckling

Byggverksamheten är den största grenen mätt i intäkter och antal anställda och bygger på uppdrag av kunder allt från småhus till stora anläggningar som broar och motorvägar. De övriga tre grenarna verkar genom att Skanska investerar pengar i projekt som bolaget utvecklar och senare säljer. Vad gäller infrastrukturprojekt innebär detta ofta arbete i form av offentlig-privat samverkan (även kallat OPS eller PPP).
Skanska uppmärksammades 2011 av The Sunday Times som Storbritanniens grönaste företag alla kategorier. Företaget har deltagit i FN:s projekt FN:s Global Compact och har formulerat en särskild uppförandekod. 2007 fick Skanska det prestigefyllda kontraktet för att renovera FN:s högkvarter i New York. Skanska har som officiellt mål att sträva mot fem så kallade nollvisioner: noll förlustprojekt, noll arbetsplatsolyckor, noll miljöincidenter, noll etiska oegentligheter och noll defekter.

### Marknader
Skanska verkar sedan 1950-talet i stora delar av världen. Sedan 2002 fokuserar Skanska på ett antal utvalda marknader. Dessa är följande (mars 2015):
- Sverige, Norge, Finland och Danmark i Norden
- Polen, Tjeckien, Slovakien, Ungern, Rumänien och Storbritannien i övriga Europa
- USA i Nordamerika

Dessutom finns verksamhet i Argentina, Brasilien, Peru, Chile, Colombia och Venezuela som är under avveckling. Skanska har meddelat att de inte tar några nya uppdrag i Latinamerika och att de avyttrar sin drifts- och underhållsverksamhet där. Tidigare var Skanska även verksamt i Afrika och Asien.

### Sverige

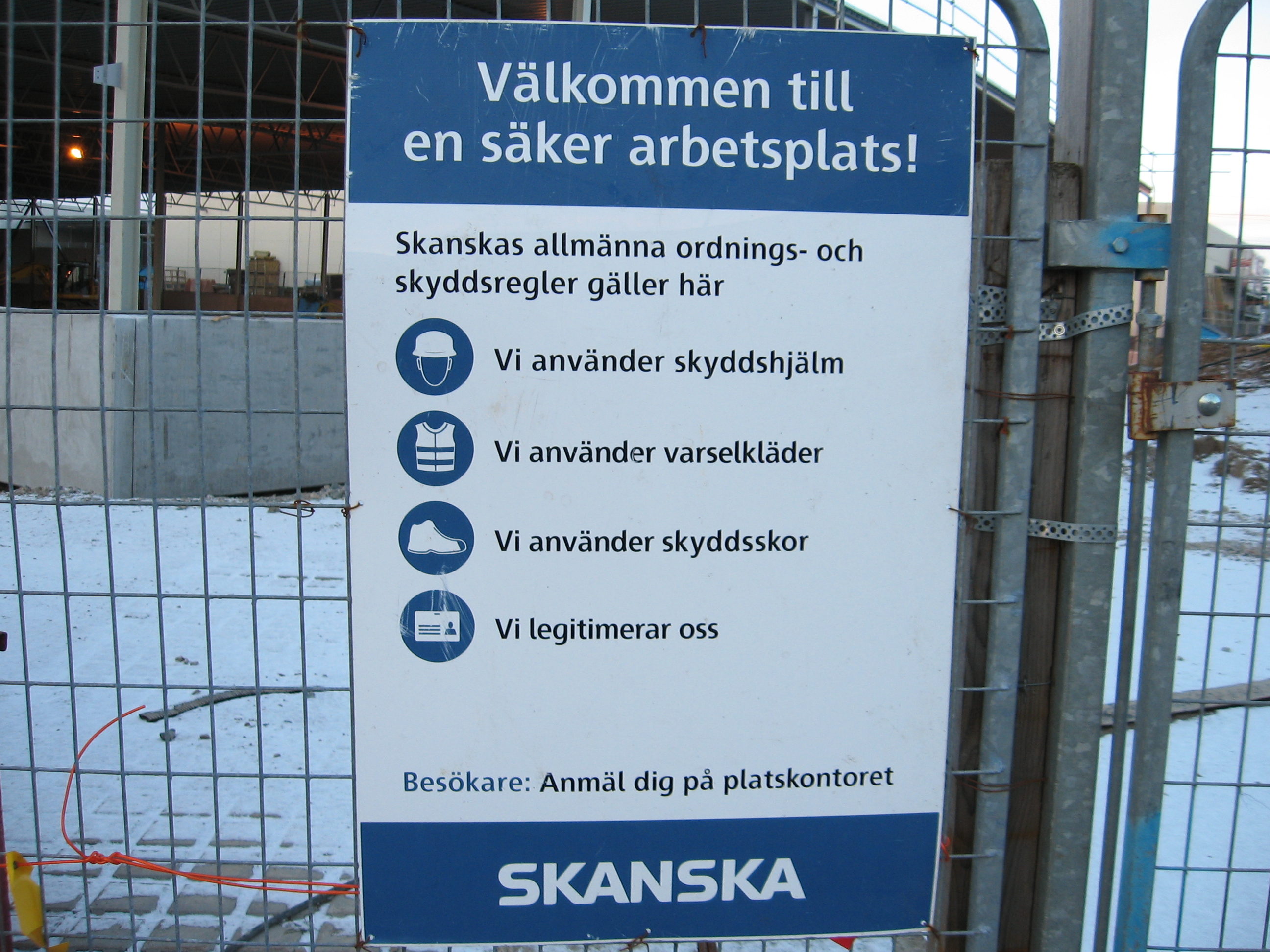
En arbetsplatsskylt från Skanska

Skanska grundades som Skånska Cementgjuteriet Aktiebolag i Lönsboda[källa behövs] 1887. Sverige stod 2011 för 26 procent av de externa intäkterna i koncernen, och alla verksamhetsgrenar är aktiva i landet.
Skanska är i Sverige bland annat förknippat med betong, speciellt prefabricerad betong, och det som hör där till i form av miljonprogramshus och de betongelementfabriker som Skanska hade ett flertal runt om i Sverige. Nu återstår två betongelementfabriker, en i Strängnäs och en i Bollebygd.[källa behövs] Det så kallade konceptet ModernaHus är en sorts prefabricerade betonghus.
Ett annat koncept för prefabricerade hus är BoKlok, utvecklat tillsammans med Ikea, som är mindre fler- och enfamiljshus med träfasad eller putsad fasad. Det är högt standardiserade byggnader, men inga kataloghus i traditionell bemärkelse då de bara uppförs på fastigheter Skanska äger och i större grupper.
Under 1990-talet startades Skanska verksamhet inom service management inom delbolaget Skanska Facilities Management. Denna verksamhet avsöndrades år 1998 till det egna bolaget Coor Service Management.
Bland projekt som Skanska byggt i Sverige återfinns Öresundsbron, Ölandsbron, Nya Karolinska Sjukhuset, Lilla Bommen i Göteborg (även kallat Läppstiftet och Skanskaskrapan), Höga kusten-bron och Uddevallabron samt arenorna Löfbergs Arena i Karlstad och Gavlerinken Arena i Gävle. Skanska byggde även betongstommen till Stockholms stadshus.

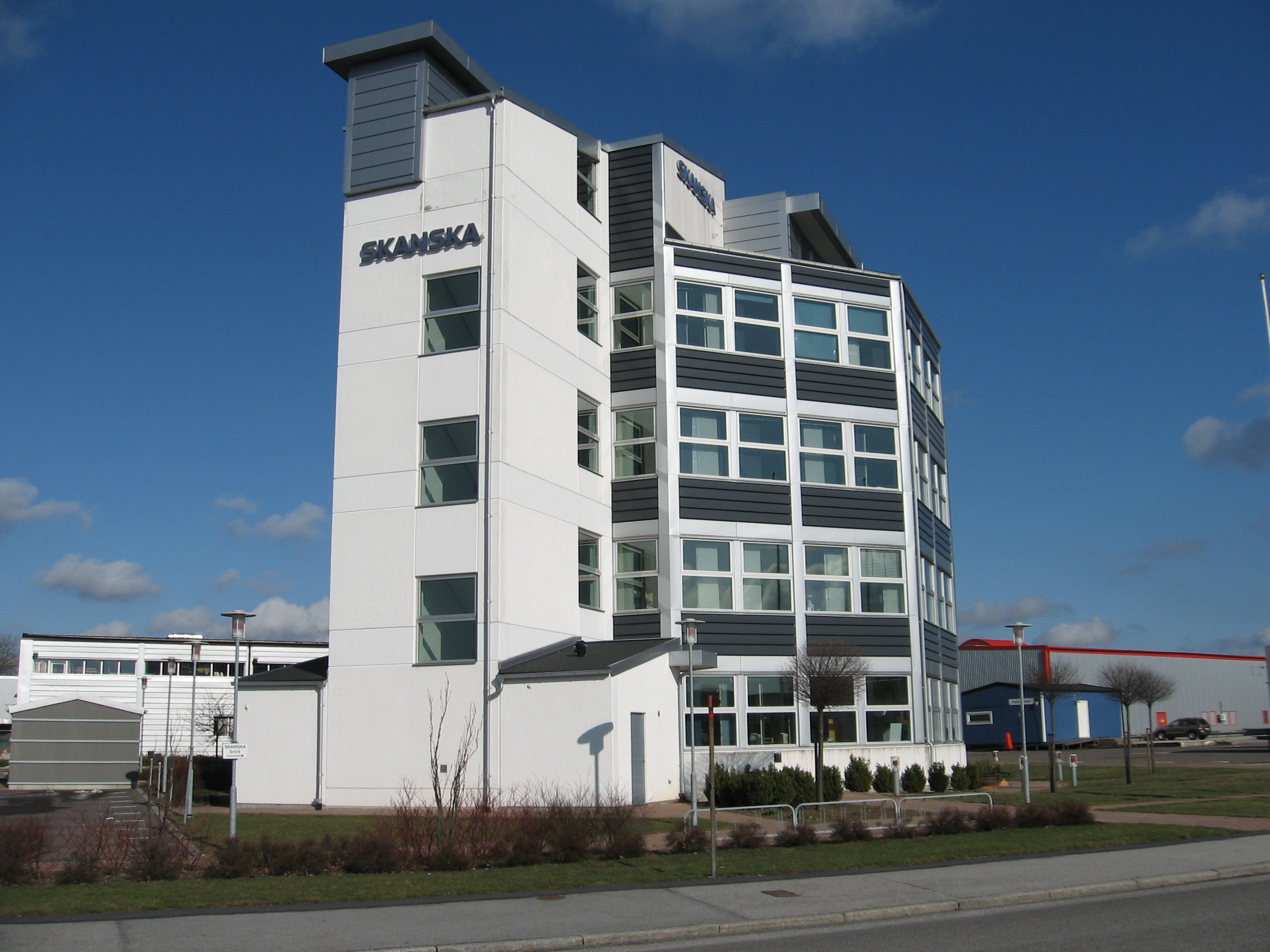
Skanskas kontor i Lund. Byggnaden är ett av Skanskas kataloghus, i prefabricerad betong. Huset är utformat för kontorslandskap med så lite utrymme som bara möjligt per medarbetare.

### Övriga Norden
I Norge arbetar Skanska med byggverksamhet samt bostads- och fastighetsutveckling. Skanska har bland annat arbetat med Gardermoens flygplats och ett kontor åt Statoil utanför Oslo.
I Finland och Estland ligger tonvikten på byggverksamhet.

### Övriga Europa
Kända byggnadsprojekt i Storbritannien är bland annat 30 St Mary Axe (även kallat "the Gherkin") och Heron Tower i London. I Storbritannien arbetar Skanska även med bostäder, exempelvis projektet Seven Acres i Cambridge.
I Polen, Tjeckien och Slovakien dominerar anläggningsarbeten, exempelvis motorvägen A1 i Polen.

### Latinamerika
Skanskas latinamerikanska affärsenhet som är under avveckling har sitt huvudkontor i Buenos Aires. I Latinamerika arbetar Skanska bland annat inom petroleumsektorn och kraftverkssektorn samt med OPS-projekt, exempelvis betalvägen Autopista Central i Chiles huvudstad Santiago.

## Samarbete med högskolor och universitet
Företaget är en av de främsta medlemmarna, benämnda Capital Partners, i Handelshögskolan i Stockholms partnerprogram för företag som bidrar finansiellt till Handelshögskolan i Stockholm och nära samarbetar med den vad gäller utbildning och forskning.

## Verkställande direktörer
- Henrik Holmberg, 1887–1894
- Rudolf Fredrik Berg, 1895–1901
- Olof Kjellström, 1902–1914
- Gösta Malm, 1914–1917
- Thor Blomqvist, 1918–1929
- Ernst Wehtje, 1929–1933
- Agne Sandberg, 1933–1953
- Bo Jondal, 1953–1965
- Ulf Widerström, 1965–1977
- Bengt Haak, 1977–1981
- Birger Löwhagen, 1981–1986
- Lars-Ove Håkansson, 1986–1992
- Melker Schörling, 1993–1997
- Claes Björck, 1997–2002
- Stuart Graham, 2002–2008
- Johan Karlström, 2008–2018
- Anders Danielsson, 2018–

Denna lista hämtas från Wikidata. Informationen kan ändras där.